# Major Henrik
Major Henrik, született: Markbreiter, művésznevén Sicu (Nagyszalonta, 1890. július 17. – Provincetown, MA, 1948. szeptember 17.) grafikus és festő, világhírű magyar karikaturista. Major Dezső filmrendező öccse.

## Életpályája
Nagyszalontán született zsidó családban, mint Markbreiter Jónás (1843–1915) cipészmester és Pollák Terézia fia. Major társaságban kedvelt társasági szófordulata volt, miszerint amikor Ő született, szerinte a Bába először csinált róla egy skicc rajzot. Már gyerekként kitűnt rajzaival, humorával, szinte más pályát mint amit befutott el sem igen tudott volna magának képzelni. Festészetet tanult, a Képzőművészeti Főiskolán Ferenczy Károly tanítványa volt. Első karikatúráit már 19 éves korában publikálta  a (Fidibusz) élclapban (1908-1917). Néhány vonalból álló rajzai merőben új irányzatot indítottak el a műfaj hazai művelői között. Humora, célratörő ábrázolása a képi mondanivaló, és néhány-soros, vagy épp szöveg nélküli rajzai révén Major Henrik igen fiatalon már nagy népszerűségre tett szert a hazai sajtó világában. Rajzait vagy "Major" vagy "Sicu" néven jegyezte. Hamarosan a kor valamennyi élclapja, számos kiemelkedő újságja foglalkoztatta. Sicu gyors volt, szellemes, kedves, és tisztelettudó, ráadásul jó kolléga, s valósággal ontotta a rajzokat. A Pillangó, a Pikkoló, a Krix-krax, a Füles Bagoly, a Bolond Istók, az Eszkize, és a vezető humor lap a Borsszem Jankó is szívesen közölte rajzait. Ott bábáskodott az 1912-ben meginduló Színházi Életnek, amelynek állandó rajzolója lett. Incze Sándor a Színházi Élet alapító főszerkesztője barátságába fogadta, a kedves nagyjából vele egykorú fiatalembert. Ez a szerkesztőség adott otthont számára, és innét, meg a Japán kávéház világából repültek rajzai a lapok felé. Későbbi sikerek idején, külföldről is rendszeresen küldött rajzokat a Színházi Élet számára. A Tevan-könyvtárban jelent meg Békéscsabán a Komédiások, 1913-ban pedig ugyanott Panoptikum c. írói karikatúraalbuma. 1915-ben önálló kiállítása volt az Ernst Múzeumban. Mint gyors-rajzoló szerepelt rendszeresen a kabarék éjszakai világában. 
Az első világháború kitörése után nem sokkal megkapta a katonai behívóját, s a Temesvári Trén-ekhez, lovasezredhez osztották be, katonának. 1915 végén azonban megsérül, s Budapestre kerül az Új Szent János kórházba. Felépülésekor, de még a kórteremben festeni engedik, s rajzol rendületlenül. 
1917-ben kiadott Szamár vicclapnak rajzolt, majd később a baloldali elkötelezettségű Április (1918-1919) lapnak. A Tanácsköztársaság bukása után, 1919-ben kivándorolt Párizsba, s portrérajzolásból élt. 1921-ben Hollandiába hívták meg a Telegraph rajzolójának. Miközben ő maga külföldön élt, rendszeresen és nagy számban publikált a hazai lapokban. Munkáit postázta, amelyek időben, minden szerkesztőség asztalán rendelkezésre álltak. Az Újság, a Pesti Mozi, Színházi Futár, a Színházi Élet, Röpke Lapok, Magyar Kabaré, Új Revü, Ma, Mozi, a Képes Újság, a Divat, a Heti Újság, a Társaság, a Rendkívüli Újság, Új Világ, Kis Újság, a Lantos Magazin, az Új Idők, a Tábortűz, a Magyar Zsidó Almanach, valamint a Képes Vasárnap hasábjain jelentek meg rajzai, termékeny munkásságát dicsérendő. 
Később Londonban, a The Graphic című lap publikálta rajzait, majd 1925-ben Amszterdamban dolgozik újból. 1926-ban Amerikába ment, ahol politikai rajzolóként valamint a hollywoodi filmkolónia kedvelt karikaturistájaként működött. 1926-tól gyakran publikált az egyik legjelentősebb amerikai lapban, a ma is prosperáló Vanity Fairben. Még ebben az évben fogadja az amerikai elnök, és elkészíti a Fehér Ház udvarán Major az Elnök karikatúráját. 1927-ben New Yorkban több más neves személyiség portréja mellett elkészítette, egyebek közt Charlie Chaplin portréját. Prominens amerikaiakat ábrázoló karikatúraszobraiból kiállítást rendezett és albumot adott ki.
1948-ban, halála előtt nem sokkal, Amerikából üdvözölte a Pesti Izé olvasóit, egykori kollégáit, és több rajzot is küldött a lap számára. Váratlan haláláról beszámoltak a vezető amerikai lapok.

## Munkássága
Major Henrik iskolateremtő grafikai felfogása, villámgyors munkatempója, termékeny munkabírása révén rajzai száma ezres nagyságrendet képviselnek. Senki sem tudta sem lajstromba venni, sem katalogizálni munkáit. A rajzok mennyiségét jól jelzi, hogy egyedül csak az amerikai Smithsonian Institution, National Portrait Gallery tárában 800 rajza lett mikrofilmre áttéve, még 1986-ban. Szerkesztőségek tájékán, az olyan ember aki percek alatt tud szellemes, kedves, mondanivalóval bíró rajzot előállítani, nagy becsben tartott személy, hiszen a hirdetések, a cikkek hosszúságának állandó változásai során a megmaradó "lukak", üres helyek kitöltésére, ezek a rajzok kiválóan alkalmasok. Mesélik, gyakorta volt, hogy odaléptek a Japán kávéházban hozzá:  "Sicu"-kám kéne egy 10 x 5 cm helyre egy rajz, x koronát tudunk érte fizetni, de megvárnám...
Az első könyvét a kor egyik nagybecsű színészével, Kürthy Györggyel készítette még Békéscsabán, a Tevan könyvsorozatban (1912) Komédiások címmel a Vígszínház művészeti igazgatója Harsányi Zsolt előszavával. Kürthy nemcsak a Vígszínház megbecsült, és igen kedvelt drámai színésze volt, hanem a maszkjait is maga készítette, s ehhez vázlatokat rajzolt magának. Innen egy lépés volt, hogy kollégáit ne kezdje el rajzolni, s ezt Major karikatúráival kiegészítve a kötet valósággal robbant a művész világban. Ez lett a kezdő Major Henrik lehető legjobb belépője. Olyan ajtók nyíltak meg előtte, amelyek kevés fiatalnak nyílik meg, és egycsapásra a művészvilág kellős közepén találta magát. Karinthy Frigyes, Ady Endre, Nagy Endre, a magyar kabaré műfaj megalapítója, valamint Gárdonyi Géza, Bródy Sándor, Krúdy Gyula köreiben forgott szinte nap mint nap. 1912-ben Karinthy Frigyes bemutatkozó, s mindjárt halhatatlan művének, az Így írtok ti címűnek az ironikus íróportréit is ő készítette el, kollégájával Dezső Alajossal együtt. Később 1913-ban publikálta az írók, hírlapírók karikatúráit a "Panoptikum" (1913) című kötetében, amelynek előszavát Kosztolányi Dezső írta. Illusztrálta rajzaival, fametszeteivel Krúdy Gyula Aranykéz utcai szép napok című kötetét. Illusztrációkat készítette a "Narancsliget az Északi sarkon" kötethez, majd 1921-ben külföldről, nagynevű rajzoló kollégájával Gedő Lipóttal megjelentették a Mozihumor (1921) kötetet. 1930-ban jelent meg a Magyar Rajzolóművészek című album, amelyben már mint ismert, és világhírűvé vált magyar rajzolóművészről, karikaturistáról beszéltek.

## Amerikai munkássága
Népszerű művész lett Amerikában, s munkássága messze túlélte mesterének fizikai halálát az Újvilágban. Az általa megalkotott szellemes, hetyke agglegény komikus-karakter típus, a "The Gay Philosopher" (Major soha sem nősült meg, nem maradtak gyermekei) által elmondatott "igazságok", egyfajta filozófiává változtak az idők során a reklámokban megjelent sorozat részeként. "Minden nap a világ megfordít valakit, aki tegnap még a tetején ült", "Akik balesetet okoztak, azok mind ismerték a közlekedés szabályait", vagy "A beszéd olyan mint a kerék, minél hosszabb a küllő, annál nagyobb az abroncs", "Nem az számít amit hallasz, hanem amit hiszel", vagy "Ez az a holnap, amiért tegnap aggódtál" ...stb. Mindegyik szöveghez ugyanaz a "The Gay Philosopher" slemil alakja társul, mosolyogva s mögötte egy-egy megfestett jelenet a szöveg illusztrációjaként. Jellegzetes, lendületes ecsetkezelési stílust talált meg ehhez a szériához Major, vidám színes színvilágot társítva mellé, s mindegyik kép egy-egy amerikai nagyvállalat reklám szövegrészével egészül ki. Mindenki tudta, nem a reklámért, hanem Major rajzaiért nézik meg a reklámokat.
Amerikai karrierjét, akárcsak a hazait, tehetségének köszönhette. Pán Imre mesélt arról a legendáról miszerint Major egy szál ceruzával, és üres zsebbel utazott át az Újvilágba, és beállított a legnagyobb amerikai lap szerkesztőségébe, ott a főszerkesztő elé állt, és mondta, hogy ő magyar karikaturista. Mikor megkérdezték mit hozott, mit tud mutatni, akkor feleletképpen a ceruzáját mutatta fel, majd egy perc múlva a főszerkesztő karikatúráját az asztalra tette. Néhány vázlatot készített a teremben lévőkről, s sorsa hamarosan révbe jutott. Hogy így volt, vagy sem ma már nem tudni biztosan, egy viszont igen: Amerikában igen hamar, elismert és kedvelt rajzoló volt, s azon kevesek egyike, akiket szívesen láttak estélyeken, filmbemutatókon, szerkesztőségekben, baráti társaságokban. Prominens amerikai személyekről készült karikatúra szobrai is igen népszerűekké tették, ebből több helyen kiállítás nyílt Amerikában. Megrajzolta egyebek közt Albert Einstein, George Bernard Shaw, Franklin Roosevelt, Henry Ford arcképét, s több albumot is adott ki a rajzaiból Amerikában. Az akkori filmvilág hírességei sem kerülhették el szatirikus rajzceruzáját. Myrna Loy, Lilian Gish, Marion Davis, Adolph Menjou, Katharine Hepburn, Olivia de Havilland, Marlene Dietrich, Ann Harding, Humphrey Bogart, Fred Astaire, Leslie Howard mellett ugyanakkor a holland királynőt is megfestette, egy igazi eleven királynét varázsolt kedves közvetlenséggel a nézők elé. 1926-ban és 1927-ben például a The Wall Street Journal hasábjain karikatúrákat publikált Wall Street óriásairól, olyanokról mint: JC Penny, Charles M. Schwab, és Lee J. Eastman. Később ezt limitált kiadású kötetben is kiadta, amelynek előszavát Irvin S. Cobb írta. A kötetben megjelent mintegy 200 portré alá a megrajzoltak is írtak néhány sort, hogyan tudtak felhalmozni olyan jelentékeny vagyont. Egyebek mellett dolgozott hosszú időn keresztül, a Hearst napilapokat jegyző kiadócsoportnak. Magyarságát, magyar nyelvét végig féltőn őrizte, miközben alkalmazkodott új környezetéhez, és kellő jártassággal forgolódott az amerikai kiadók, szerkesztőségek eleinte idegen világában. A Los Angeles-i magyar filmes kolónia kedvelt és nélkülözhetetlen tagja volt. Amikor meghalt Major, a neves filozófus, és szociálpszichológus Erich Fromm igen elismerő szavakkal méltatta munkásságát. A nyarakat Provincetown-i házában töltötte feleségével, ott is halt meg.

## Könyvei

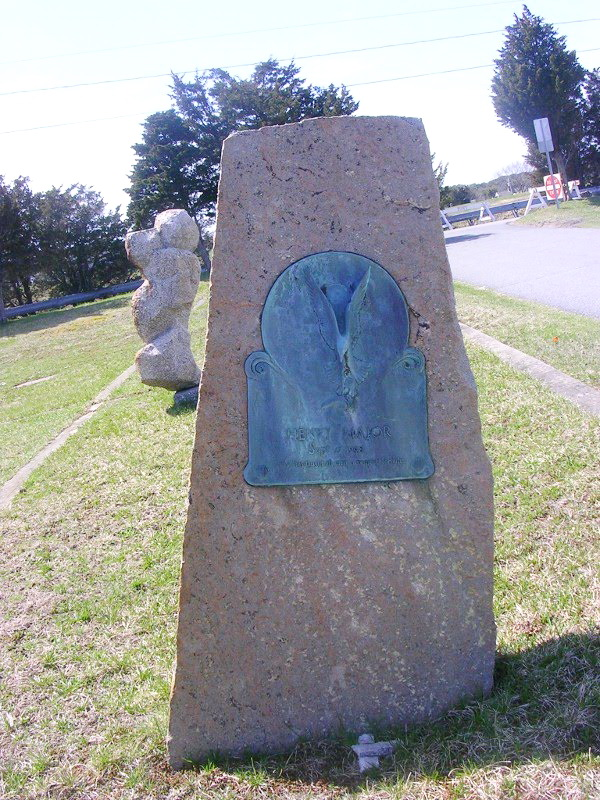
Major Henrik grafikus, karikaturista sírköve Provincetownban

Önálló, vagy társszerzőként jegyzett kötetei:
- Kárpáti Aurél, Major Henrik: Az én örökségem - Budapest, 1909, Singer és Wolfner kiadása
- Kürthy György, Major Henrik: Komédiások - Békéscsaba, 1912. Tevan Kiadása
- Karinthy Frigyes: Így írtok ti (Major Henrik, Dezső Alajos rajzaival) - Békéscsaba, 1912, Tevan Kiadása
- Major Henrik: Panoptikum (Kosztolányi Dezső előszavával) - Békéscsaba, 1913, Tevan Kiadása Online
- Krúdy Gyula: Aranykéz utcai szép napok (Major illusztrációival) - Békéscsaba, Tevan Kiadása
- Gedő Lipót, Major Henrik: Mozihumor (1921)
- Magyar Rajzolóművészek (többekkel) - Budapest, 1930., A Könyvbarátok Szövetsége Kiadása
- Hollywood with "Bugs" Baer and Henry Major - Published 1938 by Lithographed by Daniel Murphy & Company, Inc.
- Major Henrik panoptikuma : Hetven karikatúra - Budapest, 1977., Szépirodalmi Könyvkiadó

## Publikációk
Időrendben haladva, a hazai folyóiratok, kiadványok neveivel, és publikáció idő jelzésével
- Fidibusz (1908-1917)
- Az Újság (1909)
- Röpke Lapok (1909)
- Pillangó (1909)
- Pikkoló (1909-1911)
- Eszkize (1910)
- Színházi Újság (1908-1917)
- Pesti Mozi (1911-1915)
- Magyar Kabaré (1912)
- Színházi Futár (1912-1916)
- Borsszem Jankó (1912-1930)
- Új Revü (1912), majd (1913)
- Krix-krax (1912)
- Pikkoló (a megindult új lap) (1912)
- Magyar kabaré (1913)
- Színházi Élet (1912-1938)
- Pesti Futár (1913-1921)
- Mozi (1913)
- Ma (1914)
- Füles Bagoly (1914)
- Képes Újság (1915)
- Színház és Divat (1916-1921)
- Heti Újság (1917)
- Pikkoló Élclap (1917-1918)
- Szamár (1917)
- Április (1918-1919)
- Társaság (1918-1919)
- Rendkívüli Újság (1918)
- Bolond Istók (1918)
- Világ (1919)
- Kis Krónika (1919)
- Új Nemzedék (1919)
- Mefisztó (1919)
- Színház (1920-1922)
- Magyar Zsidó Almanach (1922)
- Színházi Világ (1922)
- Halmi József Riportlapja (1922)
- Kacsa (1922-1924)
- Rejtvény Futár (1925)
- Pesti Futár (1925-1926)
- Panoráma (Bécs) (1925)
- Ma Este (1925-1926)
- Lantos Magazin (1930)
- Új Idők (1930-1932)
- Színházi Élet Jubileumi Albuma (1935)
- Pesti Hírlap Albuma (1938)
- Képes Vasárnap (1938-1939)
- Tábortűz (1939)
- Pesti Izé (1948)

## Kiállítások
- 1915 - Önálló kiállítás Ernst Múzeum
- 1947 - Önálló Kiállítás, New Yorkban
- 1987 - "Like and Unlike: Caricature Portraits by Henry Major and Herman Perlman" - Smithsonian Intézet, Washington, D.C. USA